# Adolph Railing
Sir Adolph Harry Railing (* 10. Dezember 1878 in München; † 16. Oktober 1963 in Paddington, Greater London) war ein britischer Ingenieur und Industrieller deutscher Herkunft.

## Leben
Adolph Railing, jüngster Sohn des jüdischen Hopfenhändlers Isidor Railing (* 1840 in Fischach; † 1881 in München) und seiner Ehefrau Hannchen, geborene Bing (* 1847 in Scheinfeld), wuchs mit seinem Bruder Max in München auf. Railing studierte an der Technischen Hochschule in München und schloss 1901 mit der Promotion zum Dr. Ing. ab. Anschließend reiste er in die USA und trat 1905 als Elektroingenieur (Chief of Test) in die von seinem Bruder Max geleitete Filiale der „General Electric Company Ltd.“ in Witton (Birmingham) ein. 1907 wechselte er als Abteilungsleiter (chief technical assistant) in die Londoner Zentrale der Firma und wurde 1911 zum Direktor in Witton ernannt. Unter seiner Leitung expandierte die Firmengruppe und produzierte während des Ersten Weltkriegs und danach Generatoren, Elektromotoren, Transformatoren, Schaltanlagen und Gleichrichter für die Schwerindustrie. Auch nach einem erneuten Wechsel zur Firmenleitung in London, 1933, behielt er die Kontrolle über die Firmengruppe in Witton. 1941 wurde er zum Generalmanager der General Electric Company ernannt, wurde 1942 Vizepräsident (vice-chairman) und ein Jahr später – als Nachfolger von Hugo Hirst – Vorstandspräsident. Bis 1956 war er als Berater unter anderem für den Überseehandel und das Versorgungsministerium (Ministry of Supply) tätig. 1944 wurde er Vizepräsident der Nationalen Arbeitgebervereinigung (Allied Employers’ National Federation) und im selben Jahr als Knight Bachelor geadelt. 1957 trat er in den Ruhestand.
Adolph Harry Railing war in erster Ehe mit Lillie Marguerite, geborene Triefus, in zweiter Ehe mit Charlotte Clare, geborene Nauheim, verheiratet.

## Bildnis
Die Sammlung der National Portrait Gallery in London verwahrt fotografische Bildnisse Railings (Walter Stoneman, 1944; Navana Vandyk 1949) sowie von Charlotte Railing (Navana Vandyk 1949).